# Bed and breakfast
Bed and breakfast, B&B (с англ. — «Кровать и завтрак») — вид мини-гостиницы, существующий в разных домах, в которой из услуг для посетителей предлагаются ночлег и завтрак.
В Израиле B&B в разговорной речи называются цимер (от идиш צימער «комната»). В Индии действует государственная программа поддержки развития B&B , которое делит B&B на «золотые» и «серебряные». На Гавайях для поощрения сдачи комнат в аренду запрещено открывать новые B&B в Оаху с 1989 года.
Даже крупные курортные гостиничные комплексы предлагают систему питания «Bed and breakfast», что означает, что гостям отеля из питания в стоимость проживания включены только завтраки.